# (66479) Healy
(66479) Healy – planetoida z pasa głównego asteroid okrążająca Słońce w ciągu 4,43 lat w średniej odległości 2,69 j.a. Została odkryta 4 września 1999 roku przez Myke’a Collinsa i Minora White’a w obserwatorium w miejscowości Anza w Kalifornii. Nazwa planetoidy upamiętnia Davida Healy’ego (1936–2011) – astronoma amatora i astrofotografa, założyciela amatorskiego Junk Bond Observatory w Arizonie.